# Feketefejű cincér
A feketefejű cincér (Phytoecia affinis) a cincérfélék családjába tartozó, Eurázsiában honos, ernyősvirágúakon élő bogárfaj. 

## Megjelenése
A feketefejű cincér testhossza 9-16 mm. Az előtor oldalai ívesek, a szárnyfedők oldalvonalai a vállaktól végig keskenyednek. Feje teljesen fekete, előtora narancsvörös, de első és hátsó peremén, valamint oldalának alsó peremén feketén szegélyezett. Közepén két fekete pont látható. Szárnyfedői feketék, a vállszöglet azonban vörös. Combjai, lábszárai egyszínű sárgásvörösek, lábfejei feketék. Melle fekete, potroha sárgásvörös, de az első és második szelvény közepe fekete. A fej és az előtor durván és sűrűn pontozott, a szárnyfedők a vállon durván, hátrafelé finomabban pontozottak. A szárnyfedők felületét finom, lesimuló szürkéssárga vagy fekete szőrök fedik, a mell sárga szőrei hosszúak és sűrűek.

## Elterjedése és életmódja
Eurázsiában honos, az Ibériai-félszigettől Nyugat-Szibériáig. A Brit-szigetekről és Skandináviából hiányzik. Magyarországon a hegy- és dombvidékeken elterjedt, gyakori faj. 
Tisztások, erdőszélek, parlagok, magaskórósok lakója, ahol a talaj kellően nedves és lehetőleg nem éri tűző napfény. Lárvája különféle ernyősvirágúak (pl. aranyos baraboly, széleslevelű bordamag, völgycsillag) szárában és gyökereiben él. Fejlődése egy (hidegebb éghajlaton két) évig tart, majd tavasszal a gyökérben bebábozódik. Az imágó április végétől júliusig rajzik, többnyire a tápnövényén tartózkodik.

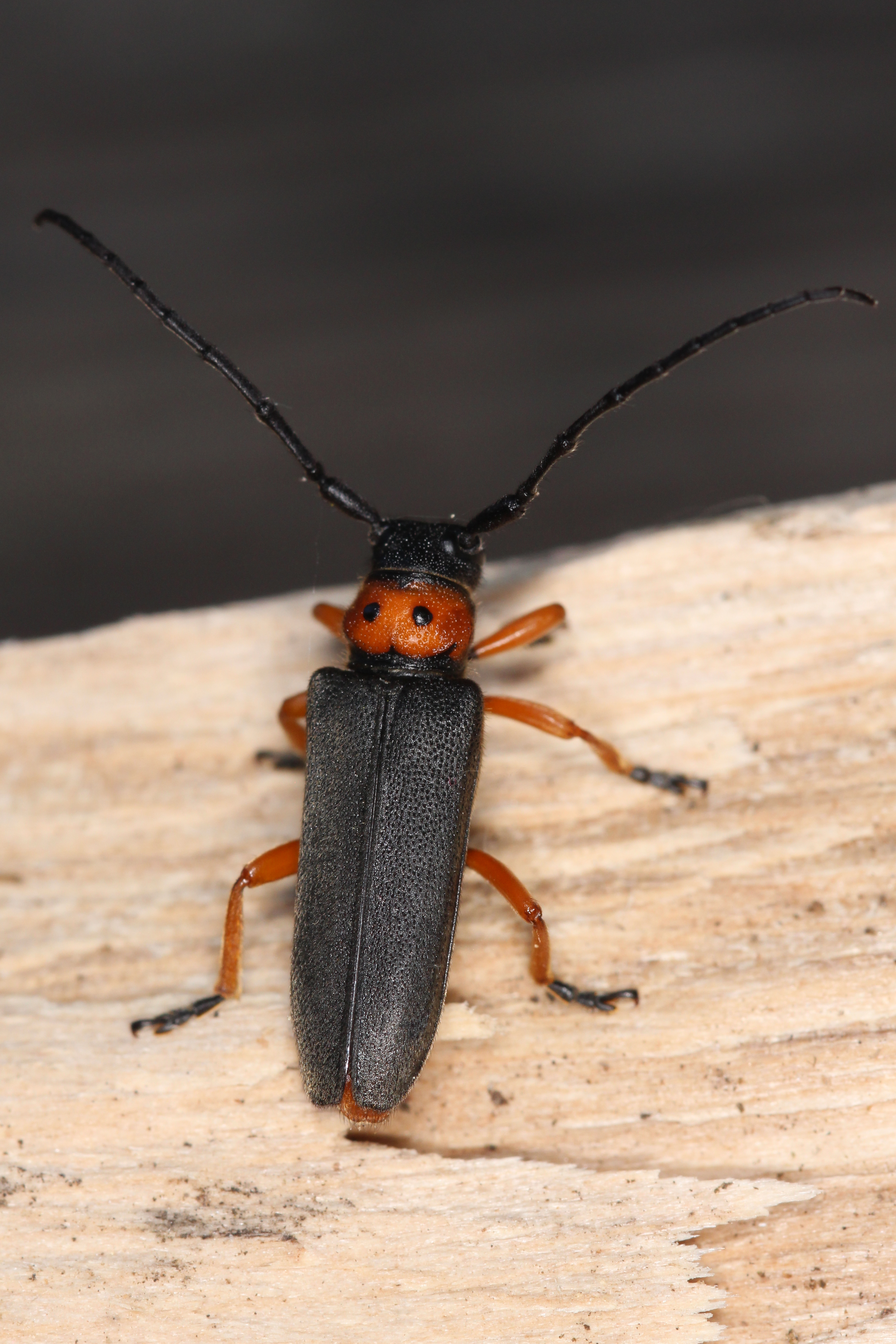
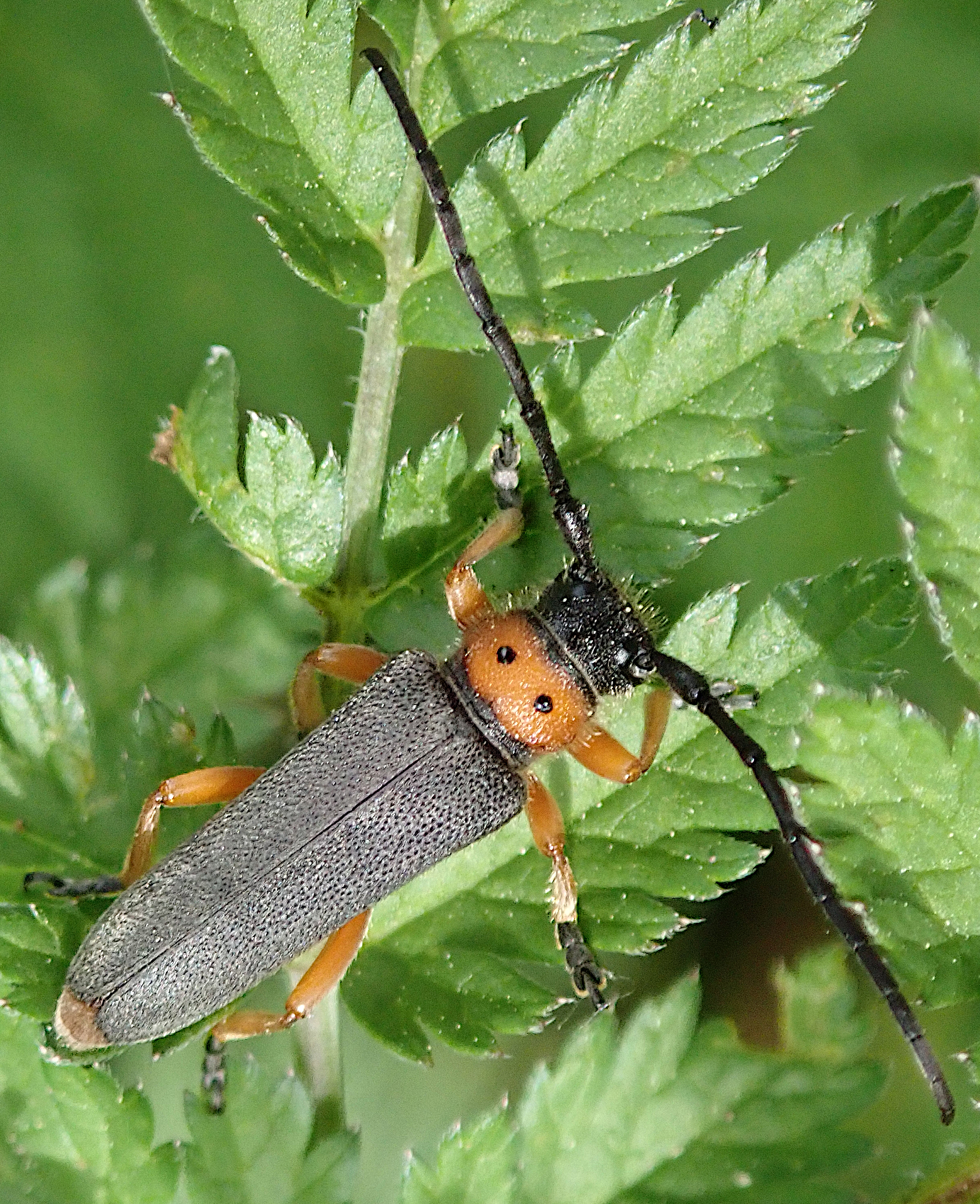
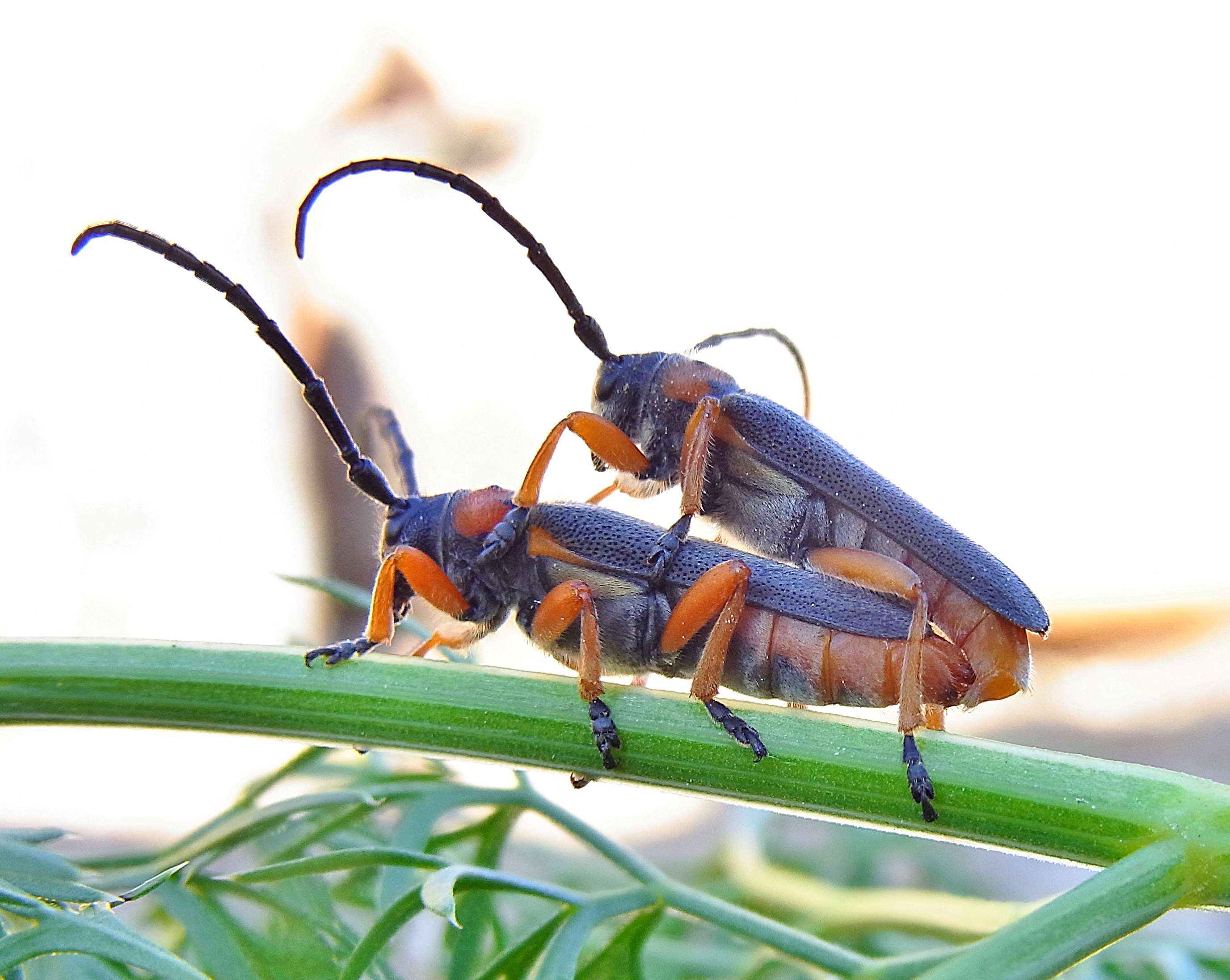
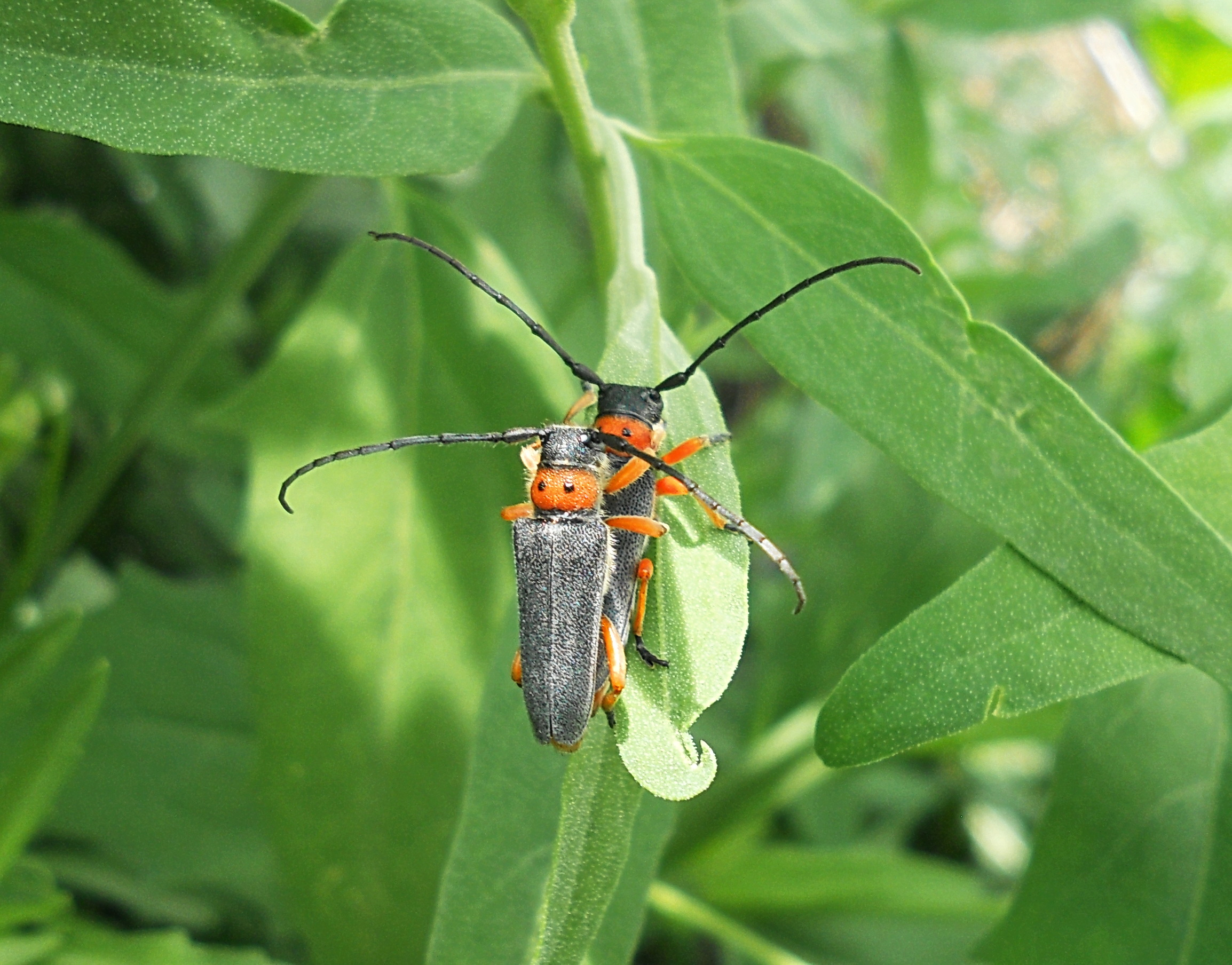

Magyarországon nem védett.